# Iba Mar Diop
Pour les articles homonymes, voir Diop.
Ibrahima Mar Diop dit Iba Mar Diop (né le 17 mai 1921 à Saint-Louis et mort le 11 août 2008 à Dakar) est un professeur en médecine et un dirigeant sportif sénégalais.

## Carrière
Il est diplômé à l'École de médecine de l'AOF en 1947. Il se spécialise en médecine tropicale à l'université de Bordeaux, où il obtient son diplôme d'État de docteur en médecine en 1968 et étudie aussi la biologie appliquée à l'éducation physique et sportive.
Il est chef de clinique à la Faculté de Médecine et de Pharmacie de Dakar en 1965. Il est maître de conférences agrégé en 1970 puis Professeur titulaire avant de devenir doyen de la Faculté de Médecine et de Pharmacie de Dakar de 1976 à 1985. Il est aussi directeur du Centre hospitalier de Fann de 1963 à 1969 et chef de service des Maladies infectieuses de 1971 à 1985.
Il est secrétaire perpétuel de l’Académie nationale des sciences et techniques du Sénégal, doyen honoraire de la faculté de Médecine et de Pharmacie de Dakar (Université Cheikh-Anta-Diop) et correspondant étranger de l’Académie nationale de médecine.
Le Pr Iba Mar Diop est également connu membre fondateur du Comité olympique sénégalais (CNOSS) en 1963 ; il en est le vice-président à partie de 1969 avant d'en être le président de 1979 à 1985. Il reçoit la médaille d'argent de l'Ordre olympique en 1990.
Le stade Iba-Mar-Diop ne porte pas son nom, mais fait référence à un footballeur homonyme.